# Fita Alta
Fita Alta és una muntanya de 1.917,4 metres d'altitud del terme municipal de Sort, a la comarca del Pallars Sobirà. Pertany a l'antic terme de Llessui.
Està situat per damunt a l'oest de Saurí i a l'oest-sud-oest de Llessui, en un contrafort de llevant de la Serra d'Altars. Formava part de les instal·lacions de l'Estació d'esquí de Llessui, ara tancada. Separa les valls del Barranc d'Estanyesso, al nord, i del Barranc de les Boïgues, al sud. En aquest turó hi havia un dels intercanviadors del sistema de remuntadors d'aquesta estació d'esquí: aquí arribava el remuntador que pujava de les Tornedes, prop de la Borda de Cardós, i en sortia el que pujava cap a la Serra d'Altars.